# Los Cerrillos, New Mexico
Los Cerrillos, New Mexico (енгл. Los Cerrillos) насељено је место без административног статуса у америчкој савезној држави Њу Мексико.

## Демографија
По попису из 2010. године број становника је 321, што је 92 (40,2%) становника више него 2000. године.
| Група             | 2000.       | 2010.       |
| Белци             | 106 (46,3%) | 182 (56,7%) |
| Афроамериканци    | 0 (0,0%)    | 4 (1,2%)    |
| Азијати           | 1 (0,4%)    | 4 (1,2%)    |
| Хиспаноамериканци | 116 (50,7%) | 123 (38,3%) |
| Укупно            | 229         | 321         |